# Condado de Marquette (Wisconsin)
El condado de Marquette (en inglés: Marquette County), fundado en 1836, es uno de 72 condados del estado estadounidense de Wisconsin. En el año 2000, el condado tenía una población de 15,832 habitantes y una densidad poblacional de 13 personas por km². La sede del condado es Montello.

## Geografía
Según la Oficina del Censo, el condado tiene un área total de 1,203 km², de la cual 1,180 km² es tierra y 23 km² (1.92%) es agua.

### Condados adyacentes
- Condado de Waushara (norte)
- Condado de Green Lake (este)
- Condado de Columbia (sur)
- Condado de Adams (oeste)

## Demografía
En el censo de 2000, había 15,832 personas, 5,986 hogares y 4,166 familias residiendo en el condado. La densidad poblacional era de 13 personas por km². En el 2000 había 8,664 unidades habitacionales en una densidad de 7 por km². La demografía del condado era de 93.66% blancos, 3.44% afroamericanos, 1.04% amerindios, 0.27% asiáticos, 0.10% isleños del Pacífico, 0.38% de otras razas y 1.11% de dos o más razas. 2.66% de la población era de origen hispano o latino de cualquier raza.

## Localidades

### Pueblos
- Buffalo
- Crystal Lake
- Douglas
- Endeavor
- Harris
- Mecan
- Montello (pueblo)
- Montello
- Moundville
- Neshkoro (pueblo)
- Neshkoro
- Newton
- Oxford (Pueblo)
- Oxford
- Packwaukee
- Shields
- Springfield
- Westfield (pueblo)
- Westfield

### Áreas no incorporadas
- Briggsville